# 哇赛乡
哇赛乡，是中华人民共和国青海省果洛藏族自治州久治县下辖的一个乡镇级行政单位。

## 行政区划
哇赛乡下辖以下地区：
折安牧委会、国钦牧委会和富钦牧委会。